# Ambergris Stadium
Ambergris Stadium – stadion piłkarski w belizeńskim mieście San Pedro, w dystrykcie Belize, na wyspie Ambergris Caye. Obiekt może pomieścić 2 000 widzów, a swoje mecze rozgrywa na nim drużyna San Pedro Pirates FC.
W przeszłości był domowym obiektem m.in. klubu San Pedro Seadogs FC.